# عبدالرحمان مهداوی
عبدالرحمان مهداوی (انگلیسی: Abderrahmane Mehdaoui) (۷ اکتبر ۱۹۴۹ – ۱۳ سپتامبر ۲۰۲۲) مربی فوتبال اهل الجزایر بود.
وی در تیم‌هایی همچون تیم ملی فوتبال الجزایر و باشگاه فوتبال مولودیه الجزایر مربی‌گری کرده‌است.